# Dieunomia nevadensis
Dieunomia nevadensis är en biart som först beskrevs av Cresson 1874.  Dieunomia nevadensis ingår i släktet Dieunomia och familjen vägbin.

## Underarter
Arten delas in i följande underarter:
- D. n. angelesia
- D. n. arizonensis
- D. n. bakeri
- D. n. nevadensis
- D. n. stellata